# عطف الجبرة
عطف الجبرة مخطط سكني يقع في شمال محافظة بيشة في الجنوب الغربي وتتبع منطقة عسير في المملكة العربية السعودية.

## المرافق
يوجد في عطف الجبرة مدرسة ابتدائية تسمي عطف الجبرة الابتدائية، ومدرسة للتحفيظ، ومدرسة ثانوية الامام مالك.